# Hanafisme
Ne doit pas être confondu avec hanifisme.

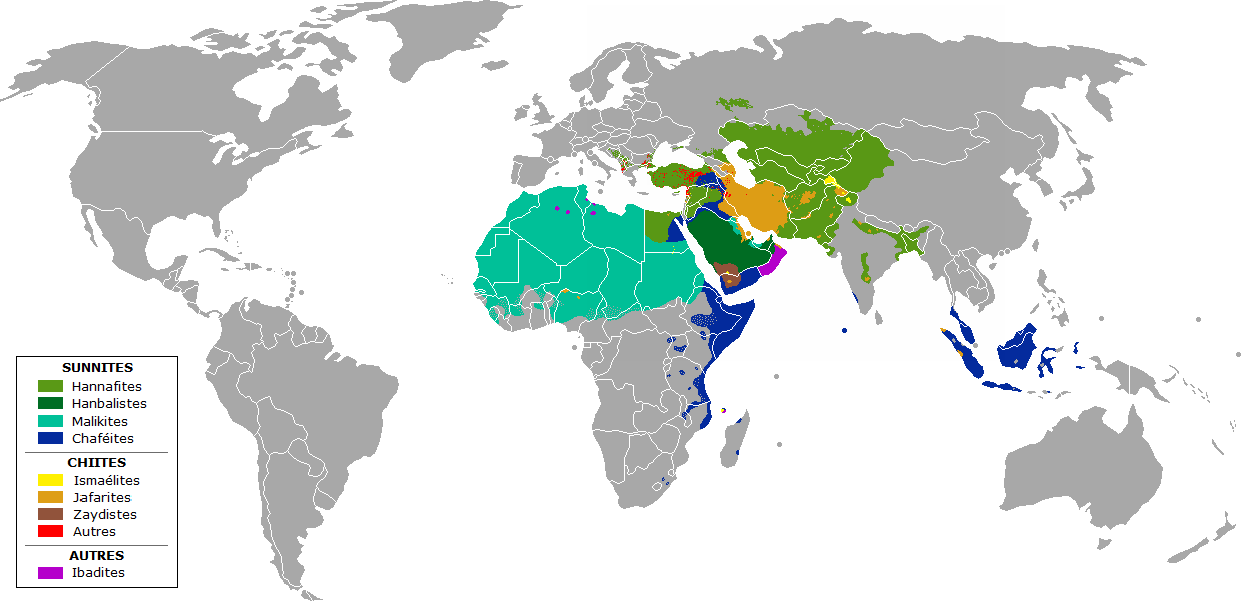
Répartition des écoles juridiques dans l'islam contemporain.

Le hanafisme ou hanéfisme (en arabe : حنفي, Ḥanafī, Hanefi en turc) est la plus ancienne des quatre écoles religieuses islamiques sunnites  (madhhab) de droit musulman et de jurisprudence (fiqh).
Elle porte le nom du théologien et jurisconsulte Abou Hanifa an-Nou'man ibn Thabit (699-767), un  tābi‘ de Koufa dont les opinions juridiques ont été sauvegardées principalement par ses deux élèves les plus importants, Abou Yoûsouf (735-798) et Mouhammad Al-Shaybânî (749-805). Les autres grandes écoles de la charia dans l’islam sunnite sont le malikisme, le chaféisme et le hanbalisme,.
En 2016, un concile, inauguré par le grand imam de l'Azhar, Ahmed el-Tayeb, rassemblant 200 personnalités sunnites du monde entier, s'est réuni dans le but de définir l’identité de ceux qui se font connaître comme « les gens du sunnisme » par opposition aux différents groupes considérés égarés. À l'issue de leurs travaux, les dignitaires sunnites sont convenus qu'au niveau du droit, les hanifites sont bien des gens du sunnisme,.
L’école hanafite est le madhhab avec le plus grand nombre de mouqallidoune (personnes faisant son taqlid) parmi les musulmans sunnites. Aujourd'hui, on estime qu'un tiers à la moitié de tous les musulmans du monde la suivent. Elle est prédominante dans les pays qui faisaient autrefois partie de l’Empire ottoman, de l’Empire moghol et des autres sultanats turciques d'Asie du Sud, du nord-ouest de la Chine et d'Asie centrale. À l'heure actuelle, le hanafisme est majoritaire dans les régions suivantes : Turquie, Balkans, Levant, Égypte, ouest de l’Irak, Sistan-et-Baloutchistan, Ciscaucasie, Tatarstan, Asie centrale, Afghanistan, Sous-continent indien et Xinjiang,,.

## Historique
L'école juridique hanafite est formée sous l'Empire des Abbassides et se développe à partir de la Turquie. C'est le système juridique de l'Empire Ottoman. C'est le rite officiel de l'empire abbasside,. À l'époque de la régence d'Alger (XVIe siècle – 1830), il y avait à Alger un mufti malikite, mais aussi un mufti hanafite, qui bénéficiait de l'appui des autorités turques. Le hanéfisme s'est répandu en Perse, en particulier dans la province du Khorasan.
L'œuvre d'Abū Hanifa étant en grande partie perdue, sa doctrine nous est connue principalement par le biais de son disciple ach-Chaybānī (m. 805), auteur en particulier de Zāhir ar-riwaya « Le meilleur de la tradition »).

## Doctrine

### Sources et méthodologie
Les sources sont, par ordre d'importance :
1. Le Coran : c'est la source première et les sources suivantes sont vues sous l'angle de celle-ci. Elles ne peuvent contredire le livre saint de l'islam.
2. La sunna : le hadith pris en compte doit non seulement être authentique (sahîh) mais aussi être très répandu (mash'hour). Cette disposition sert à se protéger des hadiths faussement attribués à Muhammad, qui furent très présents là où peu de compagnon de Mahomet (sahaba) importants s'établirent, tels que Ali ou Ibn Mas'ud.
3. Le consensus (Ijma') des compagnons : l'opinion unanime des sahaba sur un point donné non mentionné dans une source précédente prend le dessus sur toute opinion personnelle de tout juriste. Ce madhhab reconnaît aussi le consensus des savants musulmans comme valide en tout temps, fondé sur le hadith connu que la oumma ne se mettra jamais d'accord sur une erreur[14]. Ahmad rapporte un autre hadith qui fonde la légitimité du consensus : « J'ai demandé à Dieu de ne pas laisser ma communauté s'accorder sur une erreur, et Il m'a accordé cela »[15].
4. L'opinion individuelle d'un compagnon : si des sahabas diffèrent sur un point, on se réfère à l'opinion qui convient le plus pour émettre la fatwa.
5. Le Qiyas ou le raisonnement par analogie : dans les domaines où il n'y avait aucune preuve claire disponible, l'imam Abou Hanifa considérait son raisonnement égal à l'opinion d'un tabi'i, raisonnement fondé sur le qiyas que lui et ses élèves avaient établi.
6. L'Istihsân (la préférence) : c'est en substance la préférence donnée à une preuve sur une autre car elle apparaît plus conforme à la situation, même si elle est en apparence moins pertinente qu'une autre. Ceci peut concerner le fait de donner préférence à un hadith spécifique sur un hadith général.
7. La coutume locale ('Urf) : les coutumes locales entrent en jeu quand il n'y a pas d'injonctions religieuses disponibles. C'est ce principe qui est à l'origine de l'inclusion de certaines pratiques culturelles vues comme religieuses par un observateur extérieur.

Aussi appelée école de la libre opinion ou « rationaliste » (ashâb al-râ'y, par opposition aux traditionalistes, ashâb al-hadîth), c'est la plus libérale des quatre écoles dans le sens où elle a recours à l'analogie (qiyas) pour déduire des règles non explicitées dans les sources premières et de son habitude à discuter des problèmes hypothétiques de fiqh (résoudre un problème avant qu'il ne se pose). Ce rite a été « manifestement influencé par les règles du droit romain de la tutelle et de la curatelle » . Le hanéfisme peut être vu comme plus libéral aussi dans la mesure où il considère que Dieu ne peut pas imposer l'impossible : un commandement divin ne peut être au-dessus des forces du croyant.
C'est ainsi que les légistes de l'école hanafite ne récusent pas le talion entre Musulmans et dhimmis, alors que les autres écoles posent que le délit du sang ne peut être infligé au Musulman si sa victime est un esclave, un Juif ou un Chrétien. Arguant de l'infériorité des dhimmis, les autres écoles exigent « que le coupable ne soit pas d'une position sociale supérieure à celle de la victime ; c'est pourquoi le Musulman ne saurait être mis à mort pour avoir tué un infidèle, même si l'infidèle est le sujet [dhimmi] d'un prince musulman » (Nawawi).
On prête à tort à cette école un éloignement à la science du hadith du fait qu'Abu Hanifah serait incompétent dans ce domaine, or son statut dans la science du hadith est soutenu par de nombreux spécialistes,.
À l’inverse, d’autres savants critiquent la méthode d'Abu Hanifa, à l'instar de l'Imam Bukhari (auteur du Jâmi'ul Sahih) qui critique en de nombreuses occurrences abu Hanifa pour s'éloigner des hadiths au profit de son raisonnement propre, ce qui vaudra plusieurs siècles après le savant chaféiste spécialiste du hadith des débats savants houleux entre ibn Hajar al-Asqalani et Badruddine Ayni. Selon eux, le rite hanafite est celui qui se marginalise le plus dans ses différentes approches ; cela associé au manque des détails des raisonnements des ijtihadat (cas de jurisprudence) de ces derniers a conduit les hanafistes plus tardifs à conclure qu'Abu Hanifa adoptait des principes fondamentalement différents dans l'usage des hadiths, dont voici deux des hypothèses savantes des plus parlantes :
1. Un hukm khâs (cas particulier) ne peut pas abroger un hukm 'âmm (règle en général).
2. Un Khabar ahad (hadith isolé) ne peut pas contrevenir à un hukm qiyasi (opinion déduite à partir du Coran ou d'un hadith mutawatir soit un hadith parvenu par plus de 10 voies de transmission orale ininterrompues et strictement distinctes de la compilation de ce hadith jusqu'au Prophète)[23].

Du fait que le quatrième calife, 'Ali, transféra la capitale du califat à Koufa et que de nombreux sahaba (compagnons) s'y installèrent, l'on trouve beaucoup de hadiths transmis par ces derniers si bien que cette école allait être appelée l'« école de Koufa » ou bien l'« école d'Irak ».
Ainsi Ali ibn Abi Talib et Abdullah ibn Mas'ud sont les compagnons auxquels les hanafites se réfèrent le plus, de même que les gens de la maison (Ahl al-Bayt) avec qui Abu Hanifa put étudier comme Muhammad al-Baqir, Ja'far al-Sadiq, ou Zayd ibn 'Ali.
Il est établi qu'Abu Hanifa obtint sa connaissance de son maître Hammad ibn Abi Sulayman, qui succéda à Ibrahim an-Nakha'i, qui succéda à son oncle 'Alqamah ibn Qays an-Nakha'i, qui succéda à Abdullah ibn Mas'ud, envoyé à Koufa par le deuxième calife de l'islam 'Umar ibn al-Khattab.

### Dispositions spécifiques
L'école hanafite a des dispositions spécifiques en ce qui concerne le mariage, par exemple : 
- en ce qui concerne la dot dans le cadre du mariage par compensation, shigâr[24]
- ainsi que pour ce qui concerne l'obligation d'entretien du foyer par le mari, ou nafaka: contrairement aux autres écoles, les hanafites écartent la possibilité pour l'épouse de réclamer le divorce en cas de non-respect de la nafaka ; toutefois, les codifications contemporaines des pays hanafites ont écarté cette règle, adoptant la règle générale autorisant la femme à requérir le divorce dans ce cas[25].

De plus, les hanafites considèrent que les femmes chrétiennes et juives mariées à des musulmans ne peuvent être soumises au li'ân, le serment d'anathème qui permet d'établir l'adultère de la femme. Pour celles-ci, l'adultère doit être prouvé par les déclarations de quatre témoins mâles, les hanafites s'appuyant ici sur le Coran (IV, 5).
Le hanafisme est un peu plus indulgent que les autres maḏâhib dans la mesure où, en cas de récidives, le voleur ne peut pas subir plus de deux amputations.

## Élèves et savants hanafites célèbres

### Classiques (jusqu'auXIIesièclede l'Hégire)
- Zufar Ibn al-Hudhayl (m. 158 AH), troisième élève le plus connu d'Abou Hanifa
- Dawoud al-Ta'i (ar) (m. 165 AH)
- Abdullah ibn Moubarak (en) (m. 181 AH)
- Abou Yoûsouf (m. 182 AH)
- Mouhammad Al-Shaybânî (m. 189 AH), deuxième élève d'Abou Hanifa, il a notamment écrit d'importants traités sur le droit de la guerre, le droit des traités ou le droit des étrangers, 800 ans avant Grotius
- Abou Hafs al-Kabir (ar) (m. 217 AH)
- Issa ibn Aban (en) (m. 220 AH)
- Ibn Maīn (m. 233 AH)
- Yahya ibn Aktham (en) (m. 242 AH)
- Al-Hakim al-Tirmidhi (m. 255 AH ou 320 AH)
- Al-Ḫaṣṣāf (en) (m. 260 AH)
- Al-Tahawi (m. 321 AH)
- Abou al-Hassan al-Karkhi (ar) (m. 340 AH)
- Al-Hakim al-Samarqandi (m. 342 AH)
- Al-Jassas (m. 370 AH)
- Abou al-Layth As Samarqandî (m. 373 AH)
- Al-Qoudouri (ar) (m. 428 AH)
- Ala ad-Din As Samarqandî (ar) (m. 450 AH)
- As-Soghdi (m. 461 AH)
- Al-Hujwīrī (m. 465 AH)
- Sarakhsi (m. 490 AH)
- Abou al-Youssr al-Bazdawi (en) (m. 493 AH)
- Abou al-Mou'in al-Nasafi (en) (m. 508 AH)
- Abou Ishaq al-Saffar al-Boukhari (en) (m. 534 AH)
- Abū Ḥafṣ al- Nasafī (m. 537 AH)
- Al-Zamakhshari (m. 538 AH)
- Nur ad-Din as-Sabouni (en) (m. 580 AH)
- Al-Kasani (en) (m. 587 AH)
- Jamal al-Din al-Ghaznawi (en) (m. 593 AH)
- Borhan al-Din al-Marghinani (en) (m. 593 AH), auteur de la Hidāya un vaste commentaire juridique compilé en arabe dans la vallée de Ferghana et qui constitue l'un des recueils les plus importants et les plus commentés de la jurisprudence hanafite.
- Farid al-Din Attar (m. 617 AH)
- Mu'in-ud-Dîn Chishti (en) (m. 633 AH)
- Farid al-Din Ganjshakar (m. 664 AH)
- Rûmî (m. 672 AH), poète mystique persan connu pour avoir profondément influencé le soufisme.
- Ibn Mawdoud al-Mawsili (ar) (m. 683 AH)
- Shams al-Dîn As Samarqandî (en) (m. 690 AH)
- Mozaffareddine Ahmad ibn Ali al-Sa'ati (m. 694 AH)
- Abou Barakat Hafez al-Dîn Nasafi (ar) (m. 710 AH)
- Nizamuddin Auliya (m. 725 AH)
- Fakhr al-Din al-Zayla'i (m. 743 AH)
- Jamal al-Din al-Zayla'i (m. 762 AH)
- Al Babarti (en) (m. 786 AH)
- Bahâ’uddin Naqshband (m. 791 AH)
- Ibn Abi al-Izz (en) (m. 792 AH)
- ‘Alī b. Muhammad al-Jurjāni (m. 816 AH)
- Shams al-Dîn al-Fanari (en) (m. 834 AH)

- Badruddine Ayni (m. 855 AH)
- Ibn al-Humam (ar) (m. 861 AH)
- Khidr Bey (en) (m. 863 AH)
- Ali Quchtchi (m. 879 AH)
- Ibn Kemal (en) (m. 940 AH)
- Ibrahim al-Halabi (en) (m. 956 AH)
- Ibn Najim (ar) (m. 970 AH)
- Ebussuud Efendi (m. 982 AH)
- Ali al-Qari (m. 1014 AH)
- Ahmad Sirhindi (en) (m. 1034 AH)
- Abdul Haq Dehlawi (en) (m. 1052 AH)
- Ach-Chourounboulali (ar) (m. 1069 AH)
- Khayr ad-Din al-Ramli (en) (m. 1081 AH)
- Qazi Syed Rafi Mohammad (en) (m. 1090 AH)
- Qazi Syed Inayatullah (en) (m. 1125 AH)
- Syed Hayatullah (en) (m. 1135 AH)
- Abdel Ghani al-Nabulsi (en) (m. 1143 AH)
- Qazi Syed Mohammad Zaman (en) (m. 1170 AH)
- Makhdoum Muhammad Hachim Thattvi (en) (m. 1174 AH)
- Shah Waliullah ad-Dehlawi (m. 1176 AH)
- Murtada al-Zabidi (en) (m. 1205 AH)
- Qazi Syed Mohammad Rafi (en) (m. 1218 AH)

Le Hanafisme est présent en Tunisie, notamment parmi les descendants d'ottomans, l'Université Zitouna, à l'origine dévolue au malékisme, devient aussi un centre d'enseignement hanéfite dès le XVIe siècle ; Hussein Baroudi, les familles Bayram, Belkhodja, etc.

### Contemporains (à partir duXIIIesièclede l'Hégire)
- le clan palestinien al-Husseini (dont le mufti de Jérusalem Amin al-Husseini)
- Shah Abdelaziz (en) (m. 1239 AH)
- Syed Mohammad Achraf (en) (m. 1230 AH)
- Syed Ahmad Barelvi (en) (m. 1246 AH)
- Shah Ismaïl Dehlvi (en) (m. 1246 AH)
- Ibn 'Âbidîn (en) (m. 1252 AH), auteur du Radd al-Mouhtar (en)
- Rahmatu Llâh Al Hindî (m. 1308 AH)
- Abū Al-Hassan ʿAlī an-Nadwī (m. 1420 AH)
- Asad Hamza (m. 1426 AH)
- Abd el-Razzaq al-Halabi (ar) (m. 1433 AH)
- Mufti Taqi Usmani
- En Tunisie au XXe siècle : Mohamed Salah Ben Mrad, Mohamed Chedly Belkadhi, Mustapha Kamel Tarzi